# 성문전자
성문전자(成門電子)는 대한민국의 기업이다. 본사는 경기도 평택시 세교산단로 61에 위치해 있으며 대표이사는 신준섭이다.

## 참고문헌
1. ↑  디지털이노베이션 성문전자 한국일보, 2020.10.30
2. ↑  디지털성남문화대전-성문전자
3. ↑  팜스코, 서연탑메탈, 성문전자, AK홀딩스, 비즈니스포스트, 2021-01-25
4. ↑  성문전자, 율촌화학, 센코, 엔에프씨, 비즈니스포스트, 2022-02-15
5. ↑  성문전자, +3.11% 상승폭 확대, 조선비즈, 2024.01.15